# Puente Langlois

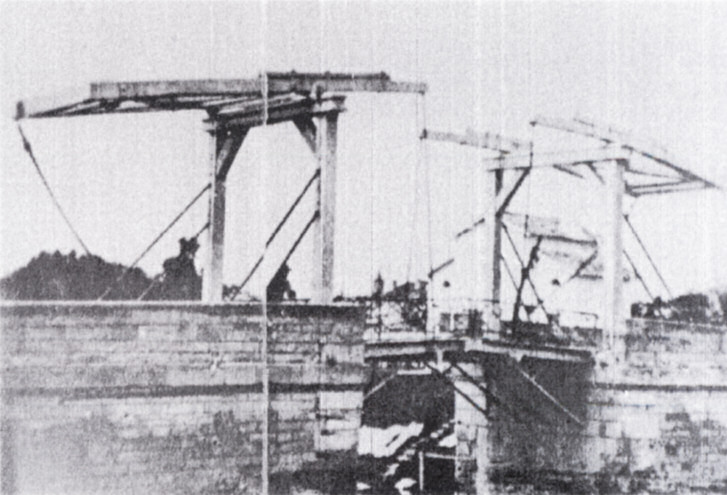
El puente Langlois en 1902

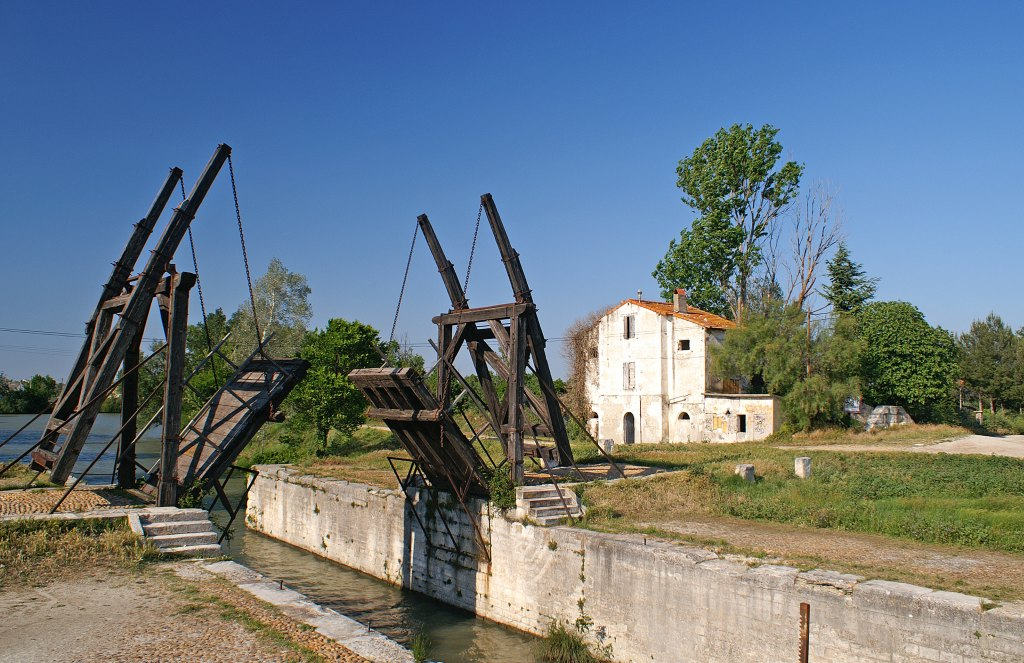
Puente Van Gogh, réplica del puente Langlois

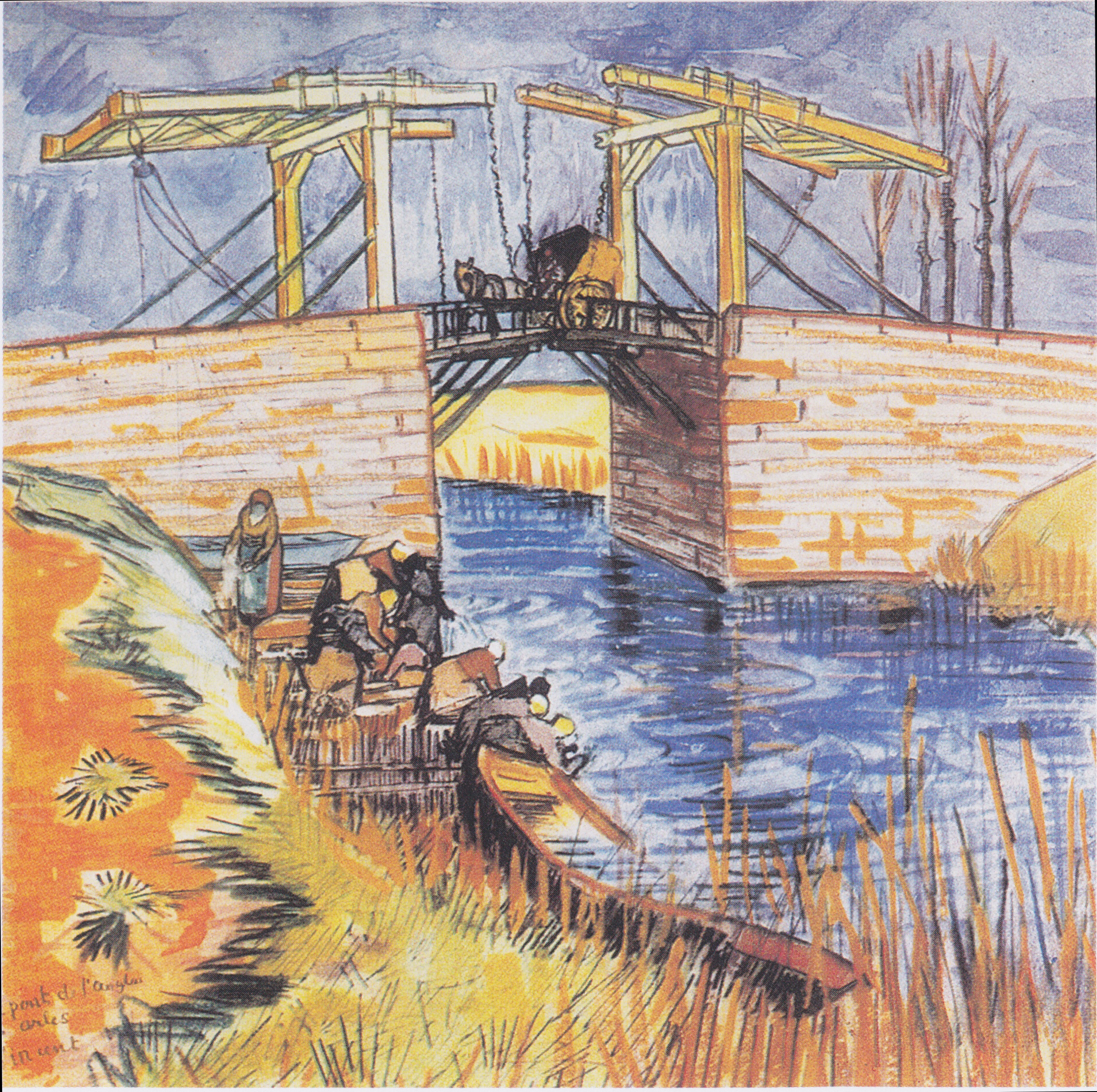
Puente Langlois en Arlés, acuarela de Vincent Van Gogh. 1888. Colección privada

El puente Langlois (en francés: Pont de Langlois) era un puente levadizo en Arlés, Francia. Fue uno de los 13 puentes levadizos construidos por un ingeniero holandés a lo largo del canal desde Arlés hasta Port-de-Bouc.
En el siglo XIX se construyó un canal de Arlés a Bouc, ubicado en el mar Mediterráneo. También se construyeron esclusas y puentes para gestionar el tráfico de agua y carreteras. A las afueras de Arlés, el primer puente fue el oficialmente titulado "Pont de Réginelle", pero más conocido como "Pont de Langlois".
En 1888, el pintor holandés Vincent van Gogh hizo varias pinturas, una acuarela y dibujos del puente Langlois en una serie que ahora se titula Puente Langlois en Arlés.
En 1930, el puente levadizo original fue reemplazado por una estructura de hormigón armado que, en 1944, fue volada por los alemanes en retirada que destruyeron todos los otros puentes a lo largo del canal, excepto el de Fos. El puente de Fos se desmanteló en 1959 para reubicarlo en el sitio del puente de Langlois, pero como resultado de dificultades estructurales, finalmente se volvió a montar en Montcalde Lock, a varios kilómetros del lugar original.
Una versión reconstruida del puente de Langlois, llamado "Pont Van Gogh" (puente de Van Gogh), que reconoce las obras que Van Gogh hizo del puente, es propiedad de la oficina de turismo de Arlés.